# Javier Carriqueo
Javier Adolfo Carriqueo Inostroza (ur. 29 maja 1979 w San Martín de los Andes) – argetyński lekkoatleta specjalizujący się w biegach średnio- i długodystansowych, pięciokrotny medalista mistrzostw Ameryki Południowej, wielokrotny uczestnik lekkoatletycznych mistrzostw świata i igrzysk panamerykańskich. Olimpijczyk z Pekinu i Londynu.

## Przebieg kariery
Zadebiutował w 1998 na mistrzostwach Ameryki Południowej juniorów, gdzie przed własną publicznością osiągnął w finale najlepszy wynik i zdobył złoty medal w konkurencji biegu na 10 000 m, a niedługo później wystąpił w mistrzostwach globu juniorów, gdzie zajął 13. pozycję w tejże konkurencji. Dwa lata później wywalczył pierwszy w karierze medal międzynarodowych zmagań lekkoatletycznych jako senior, na mistrzostwach ibero-amerykańskich zajął 3. pozycję w konkursie biegu na 1500 m. W 2003 po raz pierwszy został medalistą mistrzostw Ameryki Południowej, na czempionacie rozgrywanym w Barquisimeto otrzymał brązowy medal w konkurencji biegu na 1500 m. W Cali osiągnął swój największy sukces na mistrzostwach Ameryki Południowej, tam zdobył dwa brązowe medale w konkurencjach biegowych na 1500 oraz 5000 m.
W 2007 zaliczył debiut na mistrzostwach świata seniorów w lekkoatletyce, w jego ramach startował w konkurencji biegu na 1500 m i odpadł w eliminacjach, zajmując 9. pozycję w kolejce. Nieudany był również debiut na halowych mistrzostwach świata, gdy w konkurencji biegu na 3000 m również odpadł w fazie eliminacji, zajmując 8. pozycję w swej kolejce.
Był uczestnikiem igrzysk olimpijskich w Pekinie. Startował on w konkurencji biegu na 1500 m i odpadł w fazie eliminacji, zajmując w swej kolejce 7. pozycję z czasem 3:39,36.
W 2011 zdobył jedyny w swej karierze tytuł mistrza Ameryki Południowej, dokonał tego w czasie mistrzostw w Buenos Aires (w konkurencji biegu na 5000 m). Brał udział także w mistrzostwach świata w Daegu, gdzie w fazie eliminacji rozgrywanych w konkurencji biegu na 5000 m zajął 8. pozycję.
Na igrzyskach olimpijskich w Londynie startował w konkurencji biegu na 5000 m. Zajął w swej kolejce 19. pozycję z czasem 13:57,07, wyprzedzając tylko dwóch zawodników.
Był wielokrotnym uczestnikiem mistrzostw świata w biegach przełajowych, natomiast na mistrzostwach Ameryki Południowej trzykrotnie zdobywał srebrny medal.
Siedmiokrotnie został mistrzem swego kraju – w latach 2002, 2005-2007, 2012 oraz 2018.

## Osiągnięcia
| Rok     | Zawody                                    | Miasto              | Miejsce | Konkurencja              | Wynik    |
| ------- | ----------------------------------------- | ------------------- | ------- | ------------------------ | -------- |
| 1998    | Mistrzostwa Ameryki Południowej juniorów  | Córdoba             | 1.      | bieg na 10 000 m         | 31:06,83 |
| 1998    | Mistrzostwa świata juniorów               | Annecy              | 13.     | bieg na 10 000 m         | 31:12,63 |
| 1999    | Mistrzostwa świata w biegach przełajowych | Belfast             | 71.     | seniorzy, krótki dystans | 13:42    |
| 2000    | Mistrzostwa ibero-amerykańskie            | Rio de Janeiro      | 3.      | bieg na 1500 m           | 3:44,93  |
| 2001    | Mistrzostwa świata w biegach przełajowych | Ostenda             | 43.     | seniorzy, krótki dystans | 13:32    |
| 2001    | Mistrzostwa świata w biegach przełajowych | Ostenda             | DNF     | seniorzy, długi dystans  | N/A      |
| 2002    | Mistrzostwa świata w biegach przełajowych | Dublin              | 43.     | seniorzy, krótki dystans | 12:54    |
| 2002    | Mistrzostwa świata w biegach przełajowych | Dublin              | DNF     | seniorzy, długi dystans  | N/A      |
| 2002    | Mistrzostwa ibero-amerykańskie            | Gwatemala           | 3.      | bieg na 1500 m           | 3:48,73  |
| 2003    | Mistrzostwa świata w biegach przełajowych | Lozanna             | 55.     | seniorzy, krótki dystans | 12:01    |
| 2003    | Mistrzostwa Ameryki Południowej           | Barquisimeto        | 3.      | bieg na 1500 m           | 3:42,65  |
| 2003    | Igrzyska panamerykańskie                  | Santo Domingo       | 7.      | bieg na 1500 m           | 3:50,95  |
| 2004    | Mistrzostwa ibero-amerykańskie            | Huelva              | 5.      | bieg na 1500 m           | 3:42,01  |
| 2005    | Mistrzostwa świata w biegach przełajowych | Saint-Étienne       | 84.     | seniorzy, krótki dystans | 12:50    |
| 2005    | Mistrzostwa Ameryki Południowej           | Cali                | 3.      | bieg na 1500 m           | 3:45,53  |
| 2005    | Mistrzostwa Ameryki Południowej           | Cali                | 3.      | bieg na 5000 m           | 14:19,10 |
| 2006    | Mistrzostwa ibero-amerykańskie            | Ponce               | 7.      | bieg na 1500 m           | 3:48,77  |
| 2006    | Mistrzostwa ibero-amerykańskie            | Ponce               | 2.      | bieg na 3000 m           | 8:09,20  |
| 2007    | Mistrzostwa Ameryki Południowej           | São Paulo           | 5.      | bieg na 1500 m           | 3:44,79  |
| 2007    | Mistrzostwa Ameryki Południowej           | São Paulo           | 2.      | bieg na 5000 m           | 13:55,37 |
| 2007    | Igrzyska panamerykańskie                  | Rio de Janeiro      | 4.      | bieg na 1500 m           | 3:38,62  |
| 2007    | Igrzyska panamerykańskie                  | Rio de Janeiro      | 5.      | bieg na 5000 m           | 13:52,36 |
| 2007    | Mistrzostwa świata                        | Osaka               | 9. H    | bieg na 1500 m           | 3:42,20  |
| 2008    | Halowe mistrzostwa świata                 | Walencja            | 8. H    | bieg na 3000 m           | 8:12,40  |
| 2008    | Mistrzostwa ibero-amerykańskie            | Iquique             | 1.      | bieg na 5000 m           | 13:51,14 |
| 2008    | Letnie igrzyska olimpijskie               | Pekin               | 7. H    | bieg na 1500 m           | 3:39,36  |
| 2009    | Mistrzostwa świata w biegach przełajowych | Amman               | 49.     | seniorzy, ind.           | 37:20    |
| 2010    | Mistrzostwa świata w biegach przełajowych | Bydgoszcz           | DNF     | seniorzy, ind.           | N/A      |
| 2010    | Mistrzostwa ibero-amerykańskie            | San Fernando        | 7.      | bieg na 5000 m           | 14:03,77 |
| 2011    | Mistrzostwa świata w biegach przełajowych | Punta Umbría        | 95.     | seniorzy, ind.           | 38:29    |
| 2011    | Mistrzostwa Ameryki Południowej           | Buenos Aires        | 1.      | bieg na 5000 m           | 13:58,27 |
| 2011    | Mistrzostwa Ameryki Południowej           | Buenos Aires        | 5.      | bieg na 10 000 m         | 29:06,04 |
| 2011    | Mistrzostwa świata                        | Daegu               | 8. H    | bieg na 5000 m           | 13:47,51 |
| 2011    | Igrzyska panamerykańskie                  | Guadalajara         | 6.      | bieg na 1500 m           | 3:55,52  |
| 2012    | Mistrzostwa ibero-amerykańskie            | Barquisimeto        | 2.      | bieg na 5000 m           | 14:22,12 |
| 2012    | Letnie igrzyska olimpijskie               | Londyn              | 19. H   | bieg na 5000 m           | 13:57,07 |
| 2013    | Mistrzostwa Ameryki Południowej           | Cartagena de Indias | 5.      | bieg na 5000 m           | 14:28,00 |
| 2014    | Igrzyska Ameryki Południowej              | Santiago            | 3.      | bieg na 5000 m           | 14:11,41 |
| 2014    | Igrzyska Ameryki Południowej              | Santiago            | DNF     | bieg na 10 000 m         | N/A      |
| 2014    | Mistrzostwa ibero-amerykańskie            | São Paulo           | 6.      | bieg na 3000 m           | 8:07,31  |
| 2014    | Mistrzostwa ibero-amerykańskie            | São Paulo           | DNF     | bieg na 5000 m           | N/A      |
| 2015    | Mistrzostwa Ameryki Południowej           | Lima                | 5.      | bieg na 1500 m           | 3:46,31  |
| 2015    | Mistrzostwa Ameryki Południowej           | Lima                | DNF     | bieg na 5000 m           | N/A      |
| 2018    | Igrzyska Ameryki Południowej              | Cochabamba          | DNF     | bieg na 5000 m           | N/A      |
| 2018    | Igrzyska Ameryki Południowej              | Cochabamba          | 6.      | bieg na 10 000 m         | 32:26,63 |
| Źródło: |                                           |                     |         |                          |          |

## Rekordy życiowe
- bieg na 800 m – 1:51,13 (10 lipca 2003, Getafe)
- bieg na 1500 m – 3:38,62 (25 lipca 2007, Rio de Janeiro)
- bieg na 3000 m – 7:49,54 (4 sierpnia 2009, Mataró)
- bieg na 5000 m – 13:25,17 (22 lipca 2011, Barcelona)
- bieg na 10 000 m – 29:06,04 (5 czerwca 2011, Buenos Aires)
- chód na 10 km – 28:44 (15 listopada 2009, Madryt)
- chód na 15 km – 45:57 (5 sierpnia 2018, Buenos Aires)
- półmaraton – 1:05:35 (4 września 2016, Buenos Aires)
- maraton – 2:18:53 (17 lutego 2019, Sewilla)

Halowe
- bieg na 1500 m – 3:47,25 (26 stycznia 2008, Walencja)
- bieg na 3000 m – 7:52,06 (24 lutego 2008, Gandawa)

Źródło: 